# 柏島

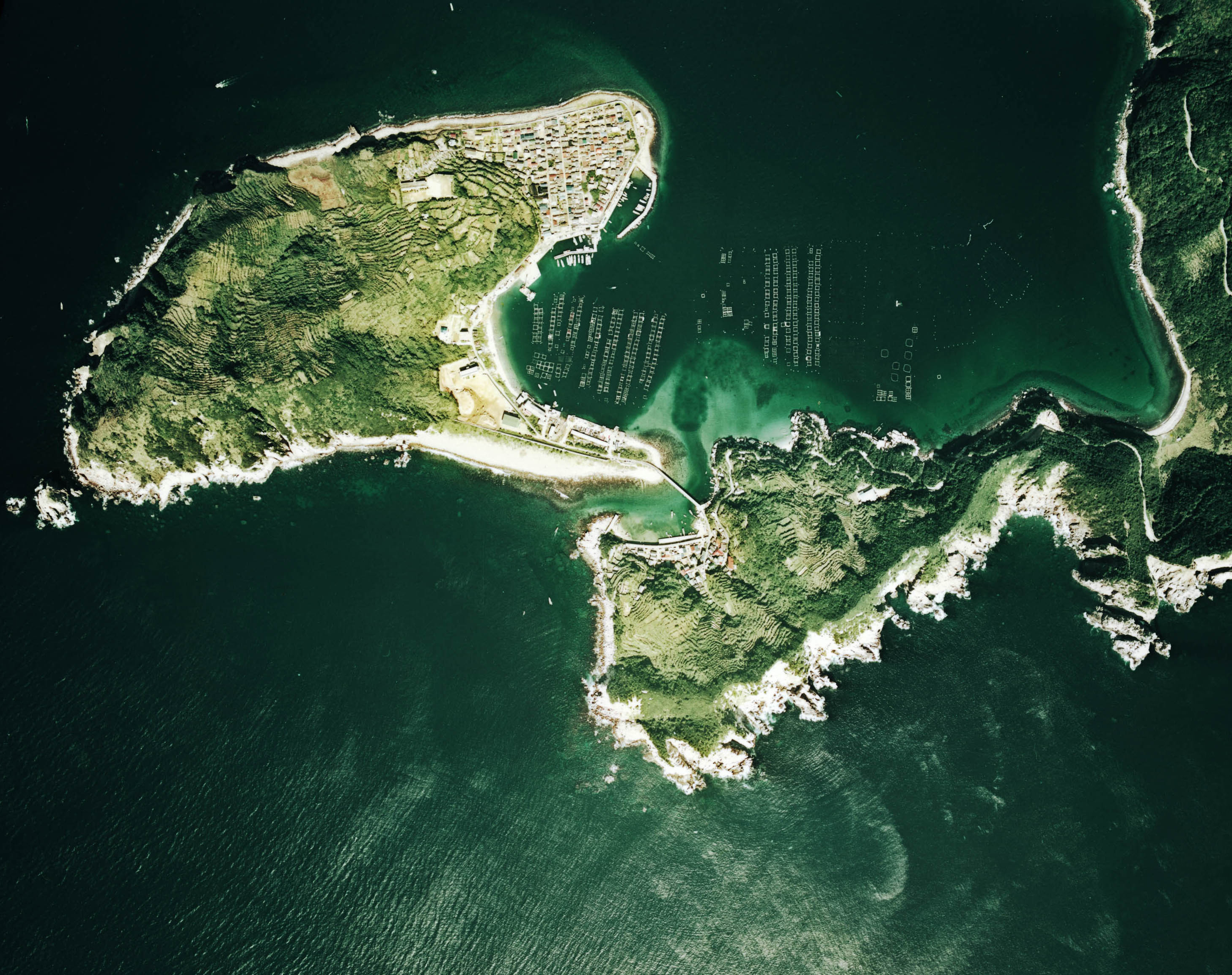
柏島（1975年）

柏島（かしわじま）は、高知県幡多郡大月町にある島である。足摺宇和海国立公園に指定されている。

## 概要
宿毛湾の南に突き出た大月半島の先端に位置し、2本の橋で半島と繋がっている。柏島橋は1967年（昭和42年）に、新柏島大橋は1993年（平成5年）に、それぞれ竣工した。自動車、バイクなどで直接行ける場所としては高知県最西端である。
島の大半は丘陵で北東に向かってなだらかに傾斜している。北東の平坦部に集落があり、漁港もここにある。南側が最も高く山上に柏島灯台があり、南岸から南西岸にかけては断崖となっている。
豊後水道と太平洋の境にあり、黒潮の流入で周囲の海は温暖である。このため1,000種類近い魚種が確認でき、島の北部にはテーブルサンゴなどのサンゴ礁がある。スキューバダイビング、釣りなどのレジャーで賑わう。島の東側と半島で囲まれた入り江では鯛の養殖が行われている。松竹映画・釣りバカ日誌14 お遍路大パニック!（2003年（平成15年）公開）のロケ地となった。

## 柏島石堤
柏島石堤は、江戸時代初期、土佐藩執政の野中兼山によって慶安 - 寛文年間（1648年 - 1673年）の26年間にわたり建造された防波堤である。島の北、東、南の3面に馬蹄状に築いた。規模は、長さ690m（6町20間）、高さ3m（1間4尺）、幅1.8m（1間）。
これにより、波浪が激しく漁業に不向きであった島を土佐西部有数の好漁場に変え、島民の生活安定が図られた。高知県文化財（記念物・史跡）に指定されている。
更に島の南岸と半島側の間に、長さ272m（2町30間）、高さ2.7m（1間半）の突堤を築いて砂を敷き浅瀬を造って漁場とした。現在、この突堤の上には防波堤が築かれている。

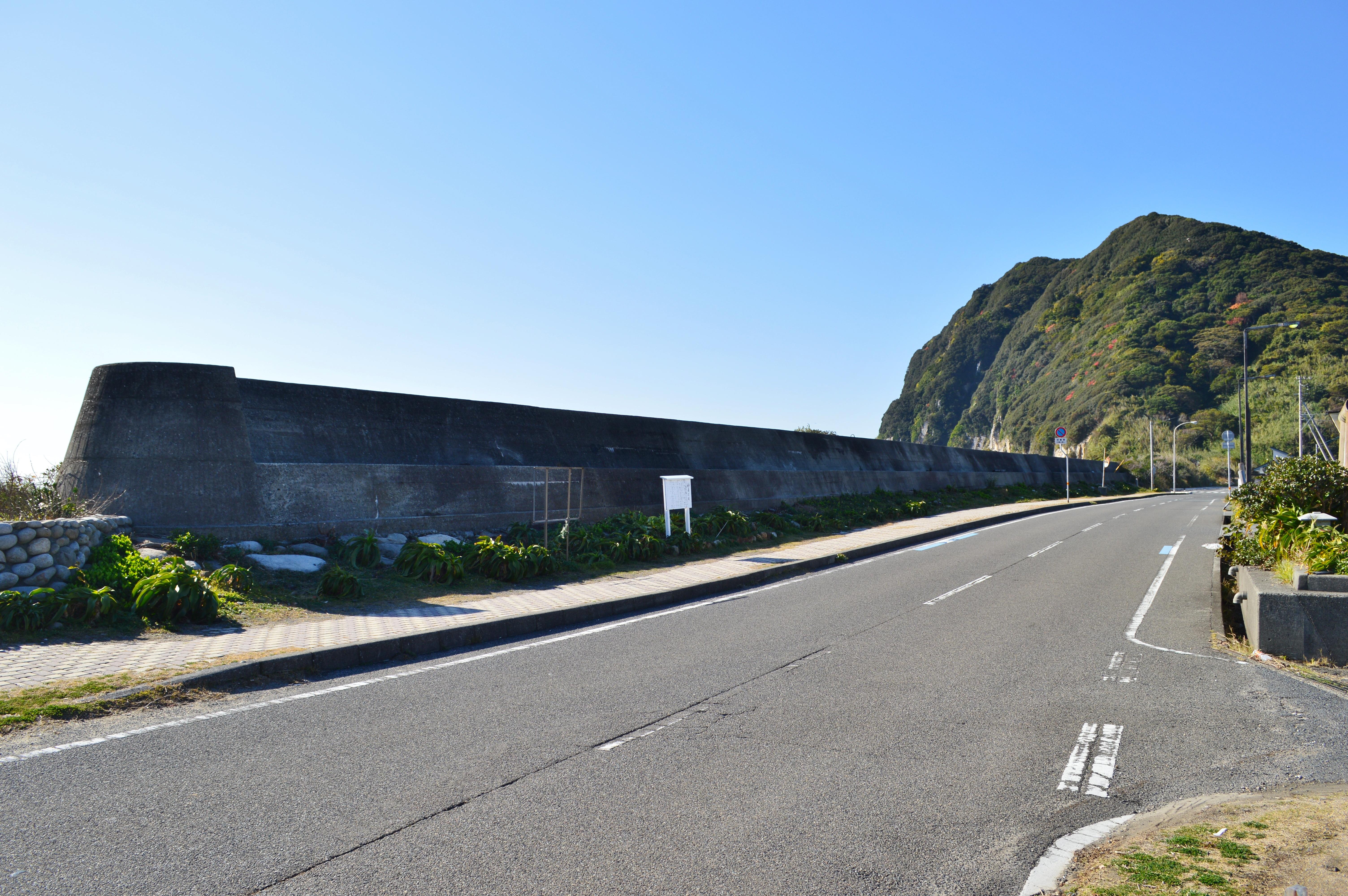
柏島石堤

## 施設
- 柏島観光情報発信センター
- 柏島郵便局
- すくも湾漁業協同組合柏島支所

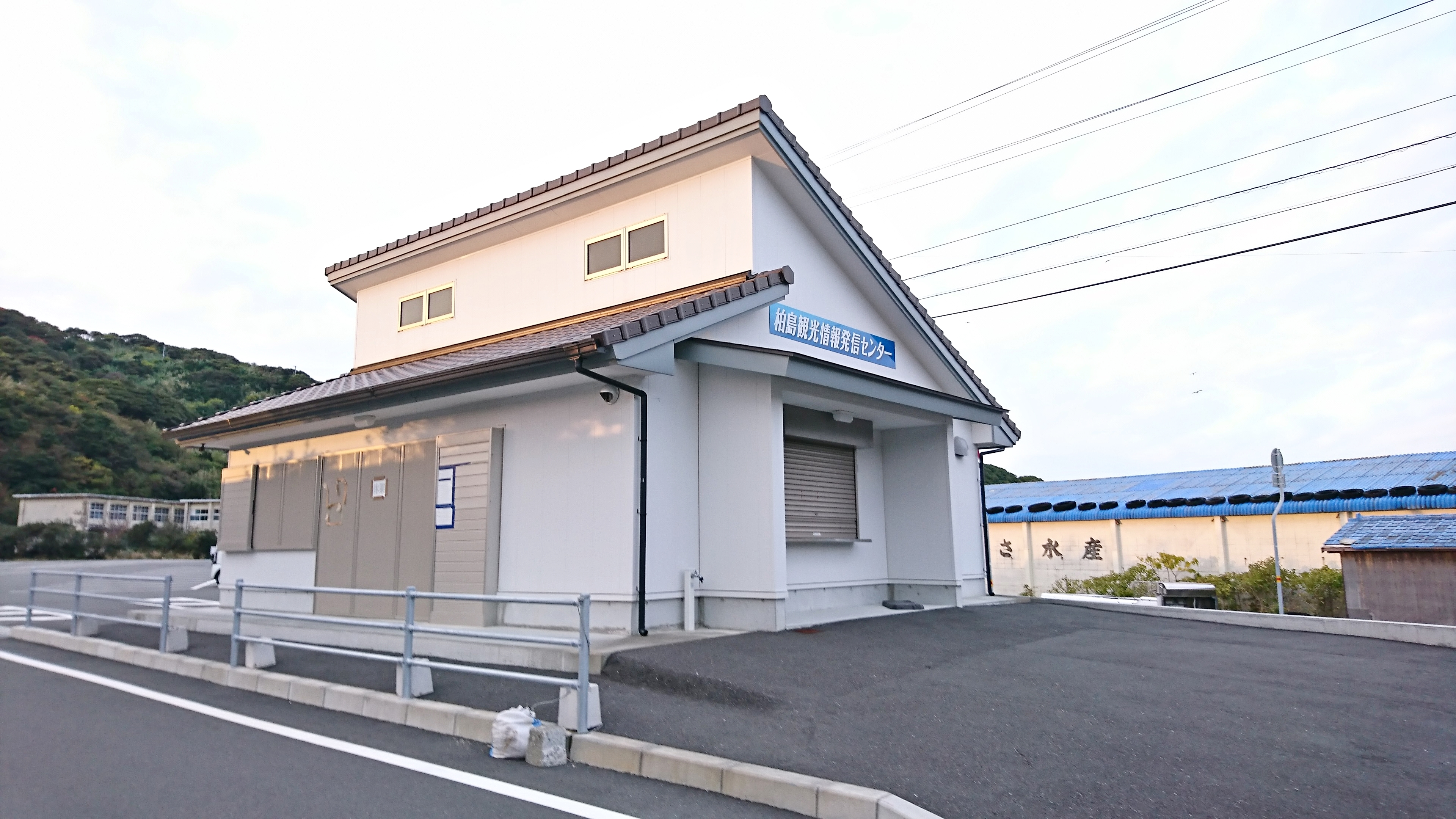
柏島観光情報発信センター

- 柏島灯台：島の南にある灯台。白色・コンクリート造、光達距離12海里（約22km）、塔高11m、灯火標高156m、初点灯は1946年（昭和21年）11月22日。
- 柏島キャンプ場
- 護念寺：柏島出身の僧・慶禅（慶全）の墓所が存在する。慶禅は純信の下にいた修行僧で、よさこい節で歌われている「かんざしを買った僧」（一般的には純信のことだとされている）は慶禅（慶全）だという説がある。
- 大月町立柏島中学校：2001年（平成13年）4月1日、大月町立大月中学校に統合
- 大月町立柏島小学校：2009年（平成21年）4月1日、大月町立大月小学校に統合
  - かつて、娯楽施設として映画館が2館、パチンコ店１舘、憩の場として銭湯が一軒、そして柏島診療所が存在した。